# Mejdi Traoui
Mejdi Traoui (ur. 13 grudnia 1983 w Susie) – piłkarz tunezyjski grający na pozycji defensywnego pomocnika.

## Kariera klubowa
Traoui piłkarską karierę rozpoczął w klubie Étoile Sportive du Sahel. W 2002 roku zadebiutował w jego barwach w pierwszej lidze tunezyjskiej. W 2003 roku zdobył ze swoim klubem Puchar Zdobywców Pucharów Afryki, a w 2004 i 2005 dochodził do finału Ligi Mistrzów (porażki w finałach kolejno z Enyimba FC i Al-Ahly Kair). W 2005 roku zdobył Puchar Ligi Tunezyjskiej, a w 2006 – Puchar Konfederacji CAF. Największe sukcesy osiągnął w 2007 roku, gdy z Étoile Sportive wygrał Ligę Mistrzów (0:0, 3:1 z Al-Ahly) i wywalczył swoje pierwsze mistrzostwo Tunezji w karierze. Wystąpił też w Klubowym Pucharze Świata.
1 maja 2008 roku Traoui podpisał kontrakt z austriackim Red Bull Salzburg, który obowiązywał do 2011 roku. W Bundeslidze zadebiutował 3 sierpnia w wygranym 1:0 meczu z LASK Linz. W 2009 roku był wypożyczony do Al-Wahda FC.
W 2010 roku Traoui wrócił do Tunezji i został zawodnikiem Espérance Tunis.

## Kariera reprezentacyjna
W reprezentacji Tunezji Traoui zadebiutował w 2004 roku. W 2008 roku został powołany przez Rogera Lemerre do kadry na Puchar Narodów Afryki 2008. W pierwszym meczu grupowym z Senegalem zdobył gola ustalającego wynik meczu na 2:2.